# Soufflé normand
 (août 2014).
Le soufflé normand est une spécialité culinaire de Normandie.
Il s’agit d’un dessert conjuguant les éléments du soufflé et de la charlotte aux pommes. Les parois d’un moule à soufflé sont tapissées de biscuits à la cuillère imbibés de calvados et le fond recouvert de dés de pommes. Un appareil à soufflé parfumé au calvados est alors ajouté avant la cuisson à four moyen.